# Cataglyphis floricola
Cataglyphis floricola är en myrart som beskrevs av Jose Alberto Tinaut 1993. Cataglyphis floricola ingår i släktet Cataglyphis och familjen myror. Inga underarter finns listade.